# 李世忠 (清朝)
李世忠（1825年—1881年），原名李昭寿，字松崖，男，河南省固始县人，清朝军事人物。

## 生平
李昭寿是地痞流氓出身，長年被关押在商城、固始、霍丘等县监狱。後参加捻军。咸豐五年（1855年）春，清將何桂珍引兵攻克蕲水、英山，殲滅田金爵部，李昭寿、马超江等率眾投降，何桂珍请安徽巡抚福济对李昭寿等授以官职，福济不许。李昭寿等甚为失望。六年，李昭寿截獲福济之密信，“嘱以图翦叛贼，毋后人發”，心懷不滿，於是年十一月初三日假意宴請桂珍，在英山小南門外設置伏兵。桂珍未及辯解即身首異處，四十餘名隨從均遇害。李昭寿隨後率部加入太平军。李昭寿部纪律极坏，吸食鸦片，常扰民滋事。陈玉成对李昭寿始终没有好感，李秀成亦提道：“我天国坏者一是李昭寿，二是招得张乐行之害，三是广东招来这帮兵害起。”
咸豐八年 (1858年) ，李昭寿在滁州投降钦差大臣胜保，改名李世忠，並策动太平天国江浦守将薛之元降清，李秀成在李昭寿叛变后，写信责其“辜负我一片同仁同义之心矣……岂志者所为，而留名迹于天下后世也，不亦惜哉！”。李世忠“颇骄亢任性，其部下尤恣横无状。”青帮盐枭有李世忠营弁庇护，“官吏畏势，莫敢奈何”。
同治十年因软禁陈国瑞被革職，交地方官嚴加管束。光绪七年 (1881年)，李昭寿在安徽当涂開設赌场，被执送安庆。是年冬，李昭寿又爆發殴辱贡生吴廷鑑，安徽巡抚裕禄具疏入告，李昭寿被处死。清末御史胡思敬在其所著《国聞备乘》认为经过是——

李世忠既得罪，羁安庆，尚拥巨赀，私蓄健儿，横行多不法。候补知府吴廷选奉委解盗犯入城，解役饮于市，见少妇靓妆倚门而笑，疑为娼也而挑之。少妇者，某都司之妾。都司故世忠部曲，闻役人无礼，急持挺大呼而出。役恃众蜂拥入室，都司匿复壁以兔。次日诉世忠。世忠日：“鼠辈敢尔，必报之。”一呼而徒众毕集，走索廷选。适外出，其母年七十，出以好语慰之，世忠径批其颊。返遇廷选于途，从舆中曳出，痛殴之，伤其左臂。廷选，湖南人也，是时左宗棠方督两江，湘人宦皖者，气焰甚盛，闻有廷选事，则皆不平，大会湖南馆，联名诉抚院。巡抚裕禄大惧，访诸藩司胡玉坦。玉坦与世忠有隙，劝令除之。初，世忠与陈国瑞私斗杀，曾国藩两惩之，奏请将世忠革职，交安徽巡抚严加管束。疏末有“如再怙恶，当即处以极刑”两语。至是裕禄援国藩旧案以请。诏诛世忠，余党悉赦勿问。世忠临刑，语其侪日：“吾无大罪恶，唯枉杀何桂贞（按：应为何桂珍），宜有此报。”
文廷式在其《知过轩随笔》提到张佩纶的弟弟暗指张文祥刺马案跟李昭寿（李世忠）有关，内情复杂，知情人不敢多言。